# إدوين هوارد آرمسترونغ

كيفية تمثيل التضمين السعوي والتضمين الترددي لإشارة ما

إدوين هوارد آرمسترونغ (بالإنجليزية: Edwin Howard Armstrong)‏ (ولد 1890 - توفي 1954) هو مخترع ومهندس كهربائي أمريكي قام بدور بارز في تطوير صناعة الراديو. حيث أنه مخترع تقنية التضمين الترددي ذو النطاق العريض في البث الإذاعي Frequency Modulation والتي تُعرف اختصارا ً باسم (FM)، كما اخترع دائرة المجدّد regenerative circuit والدائرة المغايرة الفوقية superheterodyne receiver، فضلا ً عن اختراعات أخرى، وفي المحصلة سُجلت 42 براءة اختراع باسم أدوين هاوارد آرمسترونغ.
فكرة التضمين الترددي التي ابتكرها آرمسترونغ تقوم على تغيير تردد الموجة المرسلة بدلا ً من تقنية التضمين السعوي (AM) والتي تقوم على تغيير سعة الموجة. وقد أتاح استخدام تقنية التضمين الترددي نقل الأصوات إذاعيا ً بشكل أوضح مقارنة ً بالبث عبر التضمين السعوي.
وقع آرمسترونغ في خضم قضايا حاول فيها منافسوه انتزاع براءات اختراعاته خصوصا ً فيما يتعلق بقضية راديو الـتضمين الترددي، وقد أدى ذلك إلى استنزافه ماليا ً وكان لخسارته تلك القضية أثر بالغ على نفسيته، وقد أصابته بالاكتئاب، فانتحر عبر إلقاء نفسه من نافذة شقته على الطابق الثالث عشر في نيويورك عام 1954. فما كان من زوجته إلا ّ أن جددت القضية بعده حول براءة الاختراع تلك وربحتها.

## نشأته
ولد آرمسترونغ في حي تشيلسي في مدينة نيويورك، وهو أكبر الأبناء الثلاثة لجون وإيميلي «سميث» آرمسترونغ. بدأ والده العمل في سن مبكرة في الفرع الأمريكي من دار نشر جامعة أكسفورد، التي نشرت الأناجيل والأعمال الكلاسيكية القياسية، في نهاية المطاف ترقى إلى منصب نائب الرئيس. التقى والديه لأول مرة في الكنيسة المشيخية الشمالية، الواقعة في الشارع الحادي والثلاثين والجادة التاسعة. كانت عائلة والدته تتمتع بصلات قوية مع تشيلسي، ودور فعال في وظائف الكنيسة. عندما انتقلت الكنيسة شمالًا، تبعها آل سميث وآل آرمسترونغ، وفي عام 1895 انتقلت عائلة آرمسترونغ من منزلهم ذي الحجر الأسمر في 347 غرب شارع 29، إلى منزل مماثل في 26 شرق الشارع 97 في الجانب الغربي الشمالي لمنهاتن. كانت الأسرة من الطبقة الوسطى.
في سن الثامنة، أصيب آرمسترونغ بداء رقص سيدنهام (المعروف آنذاك باسم رقص القديس فيتوس)، وهو اضطراب عصبي نادر ولكنه خطير نتج عن الحمى الرثوية. عانى آرمسترونغ لبقية حياته من عرات جسدية تتفاقم بسبب الإثارة أو الإجهاد. بسبب هذا المرض، انسحب من المدرسة العامة وتلقى تعليمه في المنزل لمدة عامين. لتحسين صحته، انتقلت عائلة آرمسترونغ إلى منزل يطل على نهر هدسون، في 1032 جادة واربورتن في يونكيرس. انتقلت عائلة سميث في وقت لاحق إلى المنزل المجاور. عرة آرمسترونغ والوقت الضائع من المدرسة قادته إلى أن يصبح منسحب اجتماعيًا.
أبدى آرمسترونغ منذ مقتبل عمره اهتمامًا بالأجهزة الكهربائية والميكانيكية، ولا سيما القطارات. أَحبّ المرتفعات وبنى برجًا هوائيًا مؤقتًا في الفناء الخلفي تضمن كرسي بوسون ليرفع نفسه صعودًا وهبوطًا على طول البرج. أجرى الكثير من أبحاثه المبكرة في علية منزل والديه.
في عام 1909، التحق آرمسترونغ بجامعة كولومبيا في مدينة نيويورك، إذ أصبح عضوًا في فصل «إبسيلون» من أخوية «ثيتا كساي» الهندسية، ودرس تحت رعاية البروفيسور مايكل بوبن في مختبرات هارتلي، وهي وحدة أبحاث منفصلة في كولومبيا. أستاذ آخر من أساتذته البروفيسور جون إتش موركروفت، ذكر مؤخرًا أن آرمسترونغ كان يركز بشدة على الموضوعات التي تهمه، ولكنه غير مبال إلى حد ما ببقية دراساته. تحدى آرمسترونغ الحكمة التقليدية وسارع في التشكيك في آراء كل من الأساتذة وزملائه. في إحدى الحالات، روى كيف خدع معلمًا لم يعجبه لكي يتلقى صدمة كهربائية حادة. أكد أيضًا على أن العملي يغلب النظري، موضحًا أن التقدم كان على الأرجح نتاجًا للتجربة والاستدلال أكثر منه على الحساب الرياضي وصيغ «الفيزياء الرياضية».
تخرج آرمسترونغ من كولومبيا في عام 1913، وحصل على شهادة في الهندسة الكهربائية. وخدم آرمسترونغ إبان الحرب العالمية الأولى في فيلق الإشارة كقائد وبعد ذلك رائدًا.
بعد التخرج من الجامعة، حصل على منصب براتب 600 دولار لمدة عام واحد كمساعد مخبري في كولومبيا، وبعد ذلك عمل اسميًا كمساعد باحث، براتب قدره دولار واحد في السنة، تحت إمرة البروفسور بوبين. على عكس معظم المهندسين، لم يصبح آرمسترونغ موظفًا في شركة. أنشأ مختبر أبحاث وتطوير مستقل ذاتي التمويل في كولومبيا، وامتلك كامل براءات اختراعه. في عام 1934، شغل منصب جون موريكروفت بعد وفاته، وحصل على منصب كأستاذ للهندسة الكهربائية في كولومبيا، وهو المنصب الذي شغله لبقية حياته.

## أعماله المبكرة

### دارة إعادة التوليد
بدأ آرمسترونغ العمل على أول اختراع كبير له بينما لا يزال طالبًا جامعيًا في كولومبيا. في أواخر عام 1906، اخترع لي دي فورست الأنبوب المفرغ ثلاثي العناصر (صمام ثلاثي) «أوديون الشبكي». لم تكن طريقة عمل الصمام المفرغ مفهومة في ذلك الوقت. لم يكن لدى «الأوديون» الأولي الخاص بـ«دي فورست» تفريغ عالٍ وتطور وهج أزرق عند جهد كهربائي لوحي بسيط؛ حسّن دي فورست التفريغ من أجل شركة التلغراف الفيدرالية. بحلول عام 1912، فُهمت آلية عمل الصمام المفرغ، وقُدرت دارات إعادة التوليد باستخدام أنابيب عالية التفريغ.
أثناء نشأته، جرب آرمسترونغ الأوديون «الغازي» المتقلب. مدفوعًا بالاكتشافات اللاحقة، أبدى اهتمامًا كبيرًا باكتساب فهم علمي مفصل لكيفية عمل الأنابيب المفرغة. بالاشتراك مع البروفيسور موريكروفت استخدم مرسمة الذبذبات «راسم الإشارة» لإجراء دراسات شاملة. كان اكتشافه المذهل هو تحديد أن استخدام الارتجاع (التغذية العكسية) الإيجابي «المعروف أيضًا باسم التجدد» ينتج تضخيمًا أكبر بمئات المرات مما حُقق سابقًا، مع وجود إشارات الآن ذات تضخيم قوي بما يكفي حتى يمكن لأجهزة الاستقبال استخدام مكبرات الصوت بدلًا من سماعات الرأس. وكشفت المزيد من التحقيقات أنه عند زيادة الارتجاع إلى ما بعد مستوى معين، فإن الأنبوب المفرغ سيتذبذب، وبالتالي يمكن استخدامه أيضًا كجهاز إرسال موجه مستمرة لاسلكي.
ابتداءً من عام 1913، أعد آرمسترونغ سلسلة من العروض التوضيحية الشاملة والأوراق التي وثقت بحثه بعناية، وفي أواخر عام 1913 تقدم بطلب لحماية براءة اختراع لدارة إعادة التوليد. في 6 أكتوبر 1914، صدرت «براءة الاختراع الأمريكية 1,113,149» لاكتشافه. على الرغم من أن لي دي فورست قلل قيمة النتائج التي توصل إليها آرمسترونغ في البداية، لكن دي فورست قدم في عام 1915 سلسلة من طلبات براءة الاختراع المتنافسة التي نسخت إلى حد كبير مطالبات آرمسترونغ، مصرحًا الآن بأنه اكتشف إعادة التوليد أولًا، استنادًا إلى تسجيلاته في دفتر ملاحظاته بتاريخ 6 أغسطس 1912، أثناء عمله لشركة التلغراف الفيدرالية، قبل تاريخ 31 يناير 1913 المعترف به الخاص بآرمسترونغ. وكانت النتيجة جلسة استماع في مكتب براءات الاختراع لتحديد الأولوية. لم يكن دي فورست المخترع الوحيد المعني - فهناك أربعة من المطالبين المتنافسين هم آرمسترونغ، دي فورست، جنرال إلكتريك لانغموير، والكسندر ميسنر الذي كان ألماني الجنسية، ما أدى لمصادرة طلبه من قبل مكتب الوصاية على الملكية الأجنبية خلال الحرب العالمية الأولى.
في أعقاب انتهاء الحرب العالمية الأولى سجل آرمسترونغ تمثيله من قبل مكتب المحاماة لبيني وديفيس ومارتن وإدموندز. لتمويل نفقاته القانونية، بدأ في إصدار تراخيص غير قابلة للتحويل لاستخدام براءة اختراع إعادة التوليد لمجموعة مختارة من شركات معدات الراديو الصغيرة، وبحلول نوفمبر 1920 أعطي الترخيص لـ17 شركة. دفع هؤلاء المرخص لهم رسومًا بنسبة 5% على مبيعاتهم التي كانت مقتصرة على «الهواة والمُجربين» فقط. وفي الوقت نفسه، استعرض آرمسترونغ خياراته لبيع الحقوق التجارية لعمله. على الرغم أن المرشح الواضح هو آر سي إيه «شركة راديو أمريكا»، في 5 أكتوبر 1920، قدمت شركة «ويستنغهاوس إلكتريك» عرضًا بمبلغ 335,000 دولار للحقوق التجارية لكل من براءة اختراع إعادة التوليد والتغاير الفوقي، مع مبلغ إضافي قدره 200,000 دولار يُدفع إذا فاز آرمسترونغ في نزاع براءة الاختراع لإعادة التوليد. مارست ويستنغهاوس هذا الخيار في 4 نوفمبر 1920.

## وصلات خارجية
- الراديو واختصار المسافات[وصلة مكسورة]